# Hedera cypria
Hedera cypria ist eine Pflanzenart aus der Gattung Efeu (Hedera) innerhalb der Familie der Araliengewächse (Araliaceae), die endemisch auf der Insel Zypern vorkommt. Die Art ist eine Kletterpflanze und wächst natürlicherweise in höheren Lagen auf Zypern. Sie besitzt einzigartige Trichome (Pflanzenhaare) und Früchte, die sie von verwandten Arten unterscheiden.

## Etymologie
Der Gattungsname Hedera stammt aus dem Lateinischen und bedeutet „Efeu“. Der Artname cypria bezieht sich auf Zypern, die Heimat dieser Art.

## Wachstum
Hedera cypria ist eine immergrüne Pflanze, die bis zu 20–30 m hoch klettern kann, wenn geeignete Flächen vorhanden sind. Sie wächst auch als Bodendecker, wenn keine vertikalen Flächen vorhanden sind. Die Pflanze haftet sich mit Luftwurzeln an den Untergrund. Sie ist vor allem in Höhenlagen von 400 bis 500 m zu finden, häufig in schattigen Gebieten mit felsigem Untergrund und einer nahegelegenen Wasserquelle.

## Beschreibung
Hedera cypria unterscheidet sich deutlich von anderen Efeu-Arten durch auffällige weiße Muster, markante graue Blattadern und rote Stängel. Sie ist die einzige ihrer Verwandten, deren Trichome nur auf der abaxialen Oberfläche (Unterseite) der Blätter zu finden sind. Diese Trichome sind rot und schuppenförmig. Die Blätter sind wechselständig und mittelgroß mit einem langen Blattstiel. Junge Blätter sind fast ungelappt und haben eine gleichschenklig dreieckige Form mit einem netzartigen Muster grüner bis gelblich-grauer Blattadern.
Genetisch ist Hedera cypria hexaploid, während ihre engste verwandte Art, Hedera helix 5, diploid ist.

## Taxonomische Abgrenzung
Hedera cypria unterscheidet sich von Hedera helix subsp. poetarum durch ihre schwarzen Früchte, während Hedera helix poetarum gelbe Früchte trägt. Diese Unterscheidung ist jedoch noch umstritten, da es nur wenige Proben gibt.
Hedera cypria ist eng verwandt mit Hedera pastuchovii, die nur in sehr kleinen Arealen im Westkaukasus, Irak und im Iran vorkommt. DNA-Analysen zeigen, dass sie genetisch nicht stark getrennt sind. Dennoch werden sie als eigenständige Arten betrachtet, da sich Hedera cypria durch deutlichere weiße Adern auf jungen Blättern und eine höhere Wuchskraft auszeichnet.

## Invasivität
Invasiver Efeu hemmt das Wachstum der Wirtspflanzen, indem er deren Photosynthese behindert oder sie durch sein Gewicht beschädigt. Hedera cypria gilt in Nordamerika nicht als invasiv, während ihr naher Verwandter, Hedera hibernica, dort als invasive Art eingestuft wird.